# Força intermolecular
As forças intermoleculares influenciam a química de muitas formas:
- Elas são diretamente relacionadas às propriedades como ponto de fusão, ponto de ebulição e a energia necessária para converter um sólido em um líquido ou um líquido em vapor.
- As forças intermoleculares também são importantes na determinação da solubilidade de gases, líquidos e sólidos em vários solventes. As demais são cruciais na determinação de moléculas biologicamente importantes, como o DNA e proteína.

Frequentemente são chamadas de forças de Van der Waals, em homenagem ao físico holandês Johannes Diederik van der Waals, que em 1873 obteve uma equação que, não somente incluiu a força de atração entre as partículas de um gás, mas que também corrigiu o fato que, em pressões altas, o volume das partículas se torna uma fração significativa do volume total do gás.
Dentro de uma molécula existem as ligações intramoleculares (ligações covalentes), que mantém unidos os átomos nesta molécula. Por exemplo, para romper as ligações (intramoleculares) {\displaystyle {\ce {H-O}}} da água, são necessários 463 kJ em um mol de moléculas de água, mas somente 50 kJ para superar as forças intermoleculares que mantém um mol de moléculas de água juntas.
Então as forças intramoleculares (dentro da molécula) precisam de mais energia para serem rompidas do que as forças intermoleculares (entre moléculas), que mantém as moléculas unidas.
É importante observar que os estudos das forças intermoleculares atem-se somente as substâncias covalentes, sem incluir ligações iônicas ou metálicas.
Vejamos algumas forças intermoleculares:

## Dipolo–dipolo ou dipolo permanente
Interações entre íons e moléculas com um dipolo permanente.
A distribuição dos elétrons de ligação em uma molécula geralmente resulta em um momento de dipolo permanente. Uma vez que as moléculas polares tem extremidades positivas e negativas, se uma molécula polar e um composto iônico forem misturados, a extremidade negativa do dipolo será atraída para um cátion positivo. De modo similar, a extremidade positiva do dipolo será atraída para um ânion negativo. As forças envolvidas na atração entre um íon positivo ou negativo e moléculas polares são menores do que as relacionadas às atrações íon-íon, mas são maiores do que outras forças entre moléculas, polares ou não polares. A atração íon dipolo pode ser avaliada com base na equação descrevendo a atração entre cargas opostas, lei de Coulomb. Ela informa que a força de atração entre dois objetos carregados depende do produto de suas cargas dividido pelo quadrado da distância entre elas. Portanto, quando uma molécula polar encontra um íon, as forças de atração depende de três fatores:
1. A distância entre os íons e o dipolo. Quanto menor a distância entre os íon e o dipolo, mais forte será a atração;
2. A carga do íon. Quanto maior a carga do íon, mais forte será a atração;
3. A magnitude do dipolo. Quanto maior a magnitude do dipolo, mais forte será a atração.

## Força Dipolo. Dipolo Induzido
Moléculas polares, tais como a água, induzem um dipolo em moléculas que não apresentam dipolo permanente. Para entender como isso pode ocorrer, imagine uma molécula de água polar aproximando-se de uma molécula apolar de oxigênio gasoso. A nuvem eletrônica de uma molécula isolada de gás oxigênio é simetricamente distribuída ao redor dos dois átomos de oxigênio. Quando a extremidade negativa da molécula de água polar se aproxima, entretanto, a nuvem eletrônica do gás oxigênio se torna distorcida. Nesse processo, a própria molécula do gás torna-se polar, isso é, um dipolo induzido, ou criado, na molécula do gás oxigênio, inicialmente apolar.. O resultado é que as moléculas de água e de gás oxigênio são agora atraídas uma pela outra, embora apenas fracamente. O oxigênio pode dissolver-se na água porque existe uma força de atração entre um dipolo permanente e o dipolo induzido.

## Dipolo instantâneo–Dipolo induzido ou Dispersão de London
São forças de fraca intensidade que ocorrem em todas as moléculas, mas são as únicas entre moléculas apolares, como por exemplo, o tetracloreto de carbono possui uma geometria molecular que apresenta simetria tetraédrica, que distribui por igual a polaridade das ligações {\displaystyle {\ce {C-Cl}}}, uma anulando a outra.
Quando a molécula de tetracloreto de carbono se aproxima da molécula de acetona, há uma leve distorção na nuvem eletrônica do tetracloreto, formando por um breve instante um no momento de dipolo ({\displaystyle {\ce {\mu}}}) muito pequeno.

## Dipolo induzido–dipolo induzido
Ocorrem entre moléculas apolares.
Como os elétrons dentro de uma molécula estão em constante movimento, podem ocorrer flutuações nas densidades eletrônicas que acontecem em torno dos núcleos das moléculas apolares, o que provoca leves distorções nas nuvens eletrônicas das moléculas apolares vizinhas, como por exemplo o {\displaystyle {\ce {Br2}}}, que se apresenta líquido em temperatura ambiente.
Estas interações entre moléculas apolares também são conhecidas como Forças de Dispersão ou Forças de London.
Quanto maior a massa molecular, maior será a intensidade da força de dispersão e, portanto, maior o ponto de ebulição.

## Pontes de hidrogênio ou ligações de hidrogênio

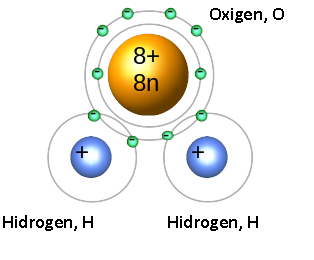
Ilustração de uma molécula de água (H2O)

Apesar de o nome ser ligação, ela não acontece dentro da molécula, e sim entre moléculas.
É uma interação extraordinariamente forte entre moléculas polares, portanto, não deixa de ser uma interação dipolo-dipolo, no entanto, acontecem com moléculas que possuem {\displaystyle {\ce {H}}} ligados a átomos muito eletronegativos, como: {\displaystyle {\ce {H-N}}}, ou {\displaystyle {\ce {H-O}}}, ou {\displaystyle {\ce {H-F}}}.
O hidrogênio nesta molécula polar irá se unir covalentemente (pela aproximação da nuvem eletrônica) ao Oxigénio de outra molécula polar, formando uma espécie de ponte (antigamente esta interação era chamada de "ponte de hidrogênio", porém, o termo foi substituído por "ligação de hidrogênio").
Por causa da alta eletronegatividade dos átomos envolvidos, é a mais forte das forças intermoleculares, sendo necessário mais energia para rompê-las.

## Íon-Dipolo
Ocorre entre moléculas polares e íons.
A dissolução de compostos iônicos em substancias polares ocorre pelo fenômeno denominado de solvatação, onde os polos substancias polares são atraídos por íons de sinais opostos, os recobrindo e provocando a quebra de ligações. Por exemplo, na dissolução do sal de cozinha (NaCl) em água (H2O), os átomos de oxigênio (O) nas moléculas de água, que possuem uma carga parcial negativa, sofrem atração pelos cátions de sódio enquanto os de hidrogênio sofrem repulsão. Ao mesmo tempo, os átomos de hidrogênio (H) sofrem atração pelos ânions de cloro. Essas interações promovem a dissociação iônica da rede cristalina do cloreto de sódio, possibilitando a sua solubilização. 
É observado que a dissolução de alguns compostos em água altera grandemente ou discretamente algumas de suas propriedades, como por exemplo na dissolução de sal de cozinha (NaCl) em água, o ponto de fusão da água e diminuído, pois as moléculas de água sofrem uma atração muito mais intensa dos íons, dificultando a formação de cristais. Esta é a razão pela qual sal é jogado em estradas após uma nevasca, geada ou acumulo de neve.
Esta é uma interação de força muito mais intensa do que as interações dipolo-dipolo, dipolo-dipolo induzido e as forças de dispersão de London. 